# 創世記
《创世记》（羅馬化：Génesis，羅馬化：Bərēʾšīṯ；意为“在开始之时”（In [the] beginning）；天主教译《创世纪》；东正教译《起源之书》；唐朝景教译《浑元经》）是犹太教《希伯来圣经（塔納赫）》的第一部分《妥拉》的第一卷书，也即基督教的《旧约圣经》的第一部分《摩西五经》的第一卷书。
《创世纪》是关于世界创造、人类早期历史和犹太人的起源的叙述。传统上认为摩西是其作者。该书可能成书于公元前5世纪左右， 但一些学者认为，所谓“远古历史”的部分可能是在公元前3世纪才撰写并添加进去的。根据对考古学、遗传学和语言学证据的科学解读，大多数主流圣经学者认为《创世纪》主要是神话而非历史。
全书分为两部分：“远古历史”（primeval history，《创世记》第1章至第11章）和“族长历史”（ancestral history，《创世记》第12章至第50章）：远古历史部分阐述了作者对神的本质以及人类与造物主关系的观念：神创造了一个美好的、适合人类的世界，但是当人类用原罪腐蚀了这个世界时，神决定毁灭他的创造物，只留下了正直的诺亚和他的家人，以重建人与神的关系。族长历史部分讲述了上帝的选民以色列人的初期历史。 在上帝的旨意下，诺亚的后代亚伯拉罕从他的出生地迦勒底人的乌尔前往上帝赐予的迦南之地，在那里过着旅居者的生活，他的儿子以撒和孙子雅各也如此。雅各的名字改为“以色列”，并通过他儿子约瑟的帮助，以色列的子孙带着他们的家人，总共70个家族来到埃及，上帝许诺他们一个伟大的未来。《创世纪》以以色列人在埃及、为摩西的到来和出埃及做准备而结束。在叙述过程中穿插着一系列与上帝立的约，范围逐渐缩小，从与全人类（与诺亚之约）缩小到只与一个民族（亚伯拉罕以及他通过以撒和雅各的后代）的特殊关系。
在犹太教中，《创世纪》的神学意义集中于上帝与他所选择的子民以及子民与应许之地之间所订立的契约。

## 标题命名

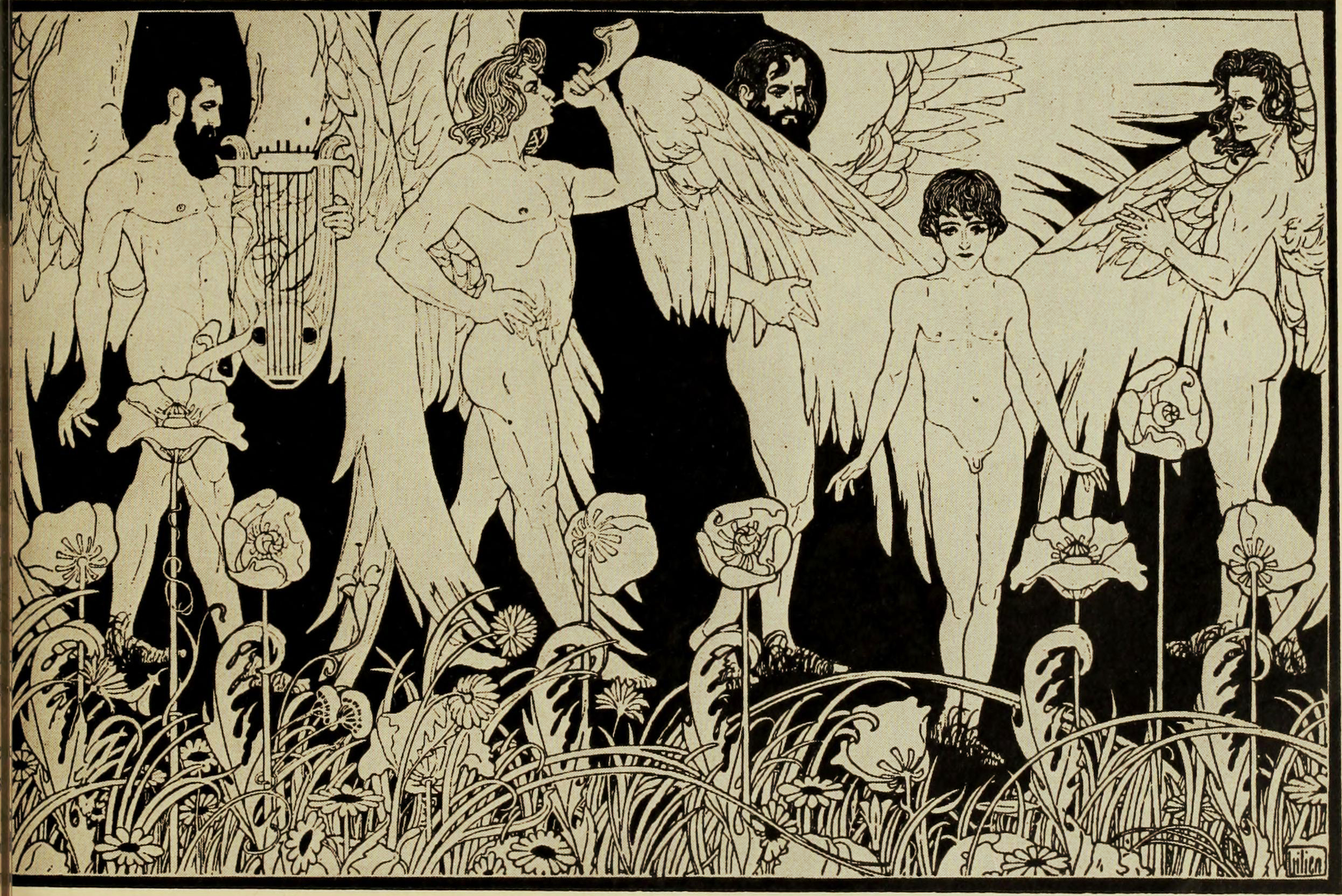
《创造人类》 ，埃弗拉伊姆·摩西·利利安 (Ephraim Moses Lilien) ，1903 年。

Genesis这个名字来自拉丁文的圣经武加大译本，而后者又借用或音译自希腊文，意思是“起源”。 

## 写作情况
《创世纪》是匿名撰写的，但犹太教和基督教传统上都将包括《创世纪》在内的整部摩西五经的作者认定为摩西。启蒙运动期间，哲学家本尼迪克特·斯宾诺莎和托马斯·霍布斯对摩西的作者身份提出了质疑。17世纪，理查德·西蒙提出摩西五经是由多位作者在很长一段时间内写成的。 文本内部的矛盾表明有多位作者的参与。例如，《创世记》包含两个创世叙述（神创造天地的故事和耶和华立伊甸園的故事）。 
在19世纪60年代初，有关摩西五经写作的主流理论是旧的补充假说（Supplementary hypothesis）。该理论认为，最早的部分，即所谓的《起源之书》（Book of Origins，包含《创世纪》第 1 章以及《出埃及记》、《利未记》和《民数记》中的大部分祭司律法），是在所罗门王时期由一名祭司或利未人编写的。这位作者使用了希伯来语单词Elohim（埃洛希姆）指代上帝。这部原作在公元前 8 世纪得到了扩充，用Yahweh（雅威，即耶和华）这个名字来指代上帝。公元前 7 世纪，即耶利米时期，摩西五经的最后部分被添加，具体来说是申命记的主要部分。这意味着摩西五经在公元前598年至公元前538年于巴比伦流亡期写就。
19世纪末，大多数学者采用了文献假说。 该理论认为摩西五经的五本书来自四个来源：
1. 耶和华文献（The Jahwist，J）
2. 伊罗兴文献（The Elohist，E）
3. 申命记文献（The Deuteronomist，D）
4. 祭司文献（Priestly Book，P）
每份资料都讲述了相同的基本故事，后来由不同的编辑将这些资料合并起来。 学者们能够根据对上帝的称呼来区分来源。例如，耶和华文献来源使用 Yahweh，而伊罗兴文献和祭司文献来源则使用 Elohim。 学者们还利用重复的故事来识别不同的来源。在《创世记》中，这些包括两个创世故事（神创造天地的故事和耶和华立伊甸園的故事），三个不同的妻子与姐妹的故事（第12、20和26章），以及亚伯拉罕将夏甲和以实玛利送入沙漠的两个版本。 
根据文献假说，耶和华文献是在公元前9世纪的南部犹大王国创作的，并被认为是摩西五经最早的来源。伊罗兴文献写于公元前8世纪的以色列北部王国。申命记文献写于公元前7世纪的犹大王国，与公元前625年約西亞的宗教改革（在耶和華面前立約）有关。最晚的资料来源是祭司文献，写于5世纪的巴比伦。在这些基础上《创世纪》和摩西五经的其余部分，直到巴比伦流亡之后才形成其最终的现今形式。朱利叶斯·威尔豪森 (Julius Wellhausen)认为摩西五经是在以斯拉时期定稿的。以斯拉记第7章第14节记载，以斯拉于公元前458年从巴比伦前往耶路撒冷，手里拿着上帝的律法。威尔豪森认为这是新编纂的摩西五经。根据威尔豪森的说法，尼希米记第8至10章描述了于公元前444年这部新法典的公布和被公众接受。  摩西五经的最早来源的创作时间，和这些文本自称所描述的时期（约结束于公元前1200年）之间，有着相当大的距离。
直到20世纪80年代，大多数学者仍然坚持文献假说。此后，人们提出了许多对文献假说的变体和修订。 新的补充假说（new supplementary hypothesis）认为摩西五经有三个主要来源：耶和华文献、申命记文献和祭司文献伊罗兴文献来源被认为只不过是耶和华文献的变体，而祭司文献被认为是对耶和华文献（或“非祭司文献”）材料的修订和扩展的主体。申命记的资料来源并没有出现在《创世记》中。 较新的观点认为，耶和华文献的创作日期要么是在巴比伦流亡之前，要么是在巴比伦流亡期间，而祭司文献的最终版本则是在流亡时期的晚期或之后不久制作的。 由于希伯来圣经的其余部分几乎完全没有提到“远古历史”（第1至11章）中提到的所有人物和事件，因此相当多的学者得出结论，这些章节的成书时间比后来的章节要晚得多，可能是公元前3世纪。 
至于这本书的创作原因，一种虽然仍存在争议但已引起广泛兴趣的理论是，它是波斯帝国的授权所作。这表明，阿契美尼德帝国的波斯人在公元前539年征服巴比伦后，同意赋予耶路撒冷在帝国范围内很大程度上的地方自治权，但要求当地权贵制定整个社区接受的单一法律。组成社区的两个强大群体——控制第二圣殿、将自己的起源追溯到摩西和荒野流浪的祭司家族，以及组成“长老”、将自己的起源追溯到“赠予”他们土地的亚伯拉罕的大地主家族——在许多问题上存在冲突，并且每个家族都有自己的“起源历史”。然而，波斯人对提高自治权的承诺，为双方合作出版单一文本提供了强大的动力。 

## 体裁类型
《创世纪》是罗马人所熟知的“古代史”（antiquities）体裁作品的一个例子，这是一种流行的体裁，讲述了人类及其祖先和英雄的出现，其中包含详细的家谱和年表，并通过故事和轶事充实内容。 公元前 6 世纪希腊历史学家的作品中就有著名的例子：他们的目的是将当时的著名家族与遥远的英雄历史联系起来，而在这样做的过程中，他们没有区分神话、传说和事实。 宗座圣经学院（Pontifical Biblical Institute）的让-路易·斯卡教授将“古代史学家”（antiquarian historian）写作的基本规则称为“保存定律”（law of conservation）：一切古老都有价值，没有什么会被淘汰。这种“古代史”是为了向各国（早期波斯犹大省的犹太人的邻居）证明以色列传统的价值，也是为了调和与团结以色列内部的各个派系。 
约翰·范·塞特斯 (John Van Seters)在描述圣经作者的作品时写道，由于缺乏许多历史传统，也没有来自遥远过去的资料，“他们不得不使用神话和传说来描述更早的时期。为了理解各种不同且经常相互冲突的故事版本，并将这些故事相互关联，他们将它们安排编入家谱年表。” 
特伦珀·朗曼 (Tremper Longman)将《创世纪》描述为神学历史：“这些事件发生的事实是假定的，而不是争论的。文本的关注点不是要证明历史，而是要让读者对这些行为的神学意义留下深刻印象。” 

## 文本证据
有四个主要的抄本为这本书提供证据：马所拉文本，撒马利亚摩西五经，七十士译本，和在库姆兰发现的《创世纪》残篇，即死海古卷。死海古卷提供了最古老的手抄本，但只涵盖了这本书的一小部分。总体而言，马所拉文本保存完好，非常可靠，但也有许多个别例子表明，其他版本保存了更优的章节。 

## 结构
《创世纪》似乎是围绕反复出现的短语elleh toledot构建的，意思是“这些是后代”，这个短语的第一次使用指的是“天地的世代（generations of heaven and earth）”，其余的使用指的是个人的后代。 toledot这个定式在《创世记》中出现了十一次，作为标志着向新主题的过渡的标题。 而创世记第1章的创世叙述作为整本书的序言，并没有用toledot来介绍。toledot将这本书分为以下几个章节:  
1. 创世记 1:1–2:3 起初（序言）
2. 创世记 2:4–4:26 天地的Toledot（叙事）
3. 创世记 5:1–6:8 亚当的Toledot（家谱）
4. 创世记 6:9–9:29 诺亚的Toledot（创世记洪水叙事）
5. 创世记 10:1–11:9 诺亚的儿子闪、含、雅弗的Toledot（家谱）
6. 创世记 11:10–26 闪的Toledot（家谱）
7. 创世记 11:27–25:11他拉的Toledot（亚伯拉罕叙事）
8. 创世记 25:12–18 以实玛利的Toledot（家谱）
9. 创世记 25:19–35:29 以撒的Toledot（雅各叙事）
10. 创世记 36:1–36:8 以扫的Toledot（家谱）
11. 创世记 36:9–37:1 以扫的Toledot，以东人之父（家谱）
12. 创世记 37:2–50:26 雅各的Toledot（约瑟叙事）

然而这个结构对原作者们来说是什么意思并不清楚，而大多数现代评论家根据主题将其分为两部分：远古历史（第1章至第11章）和族长历史（第12章至第50章）。  虽然第一部分比第二部分短得多，但它阐述了基本主题，并提供了理解整本书的关键。远古历史具有以洪水故事（第6章至第9章）为中心的对称结构，洪水之前发生的事件与洪水之后发生的事件相互映衬。 族长历史围绕三位族长亚伯拉罕、雅各和约瑟展开。 以撒的故事可以说不构成一个连贯的故事循环，也不能作为亚伯拉罕和雅各故事之间的桥梁。 

## 概括

### 远古历史（第1至11章）

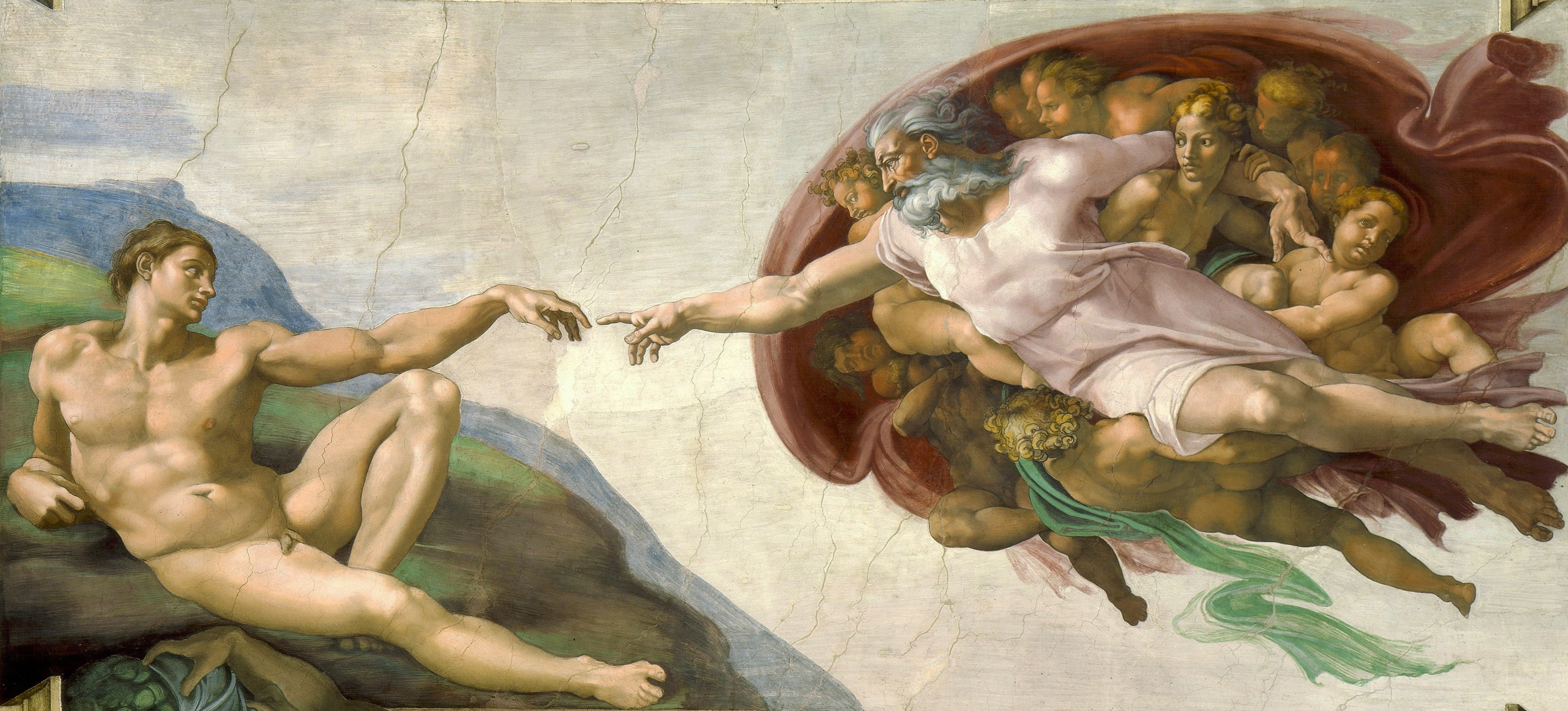
米开朗基罗的《创造亚当》 ，1512 年。

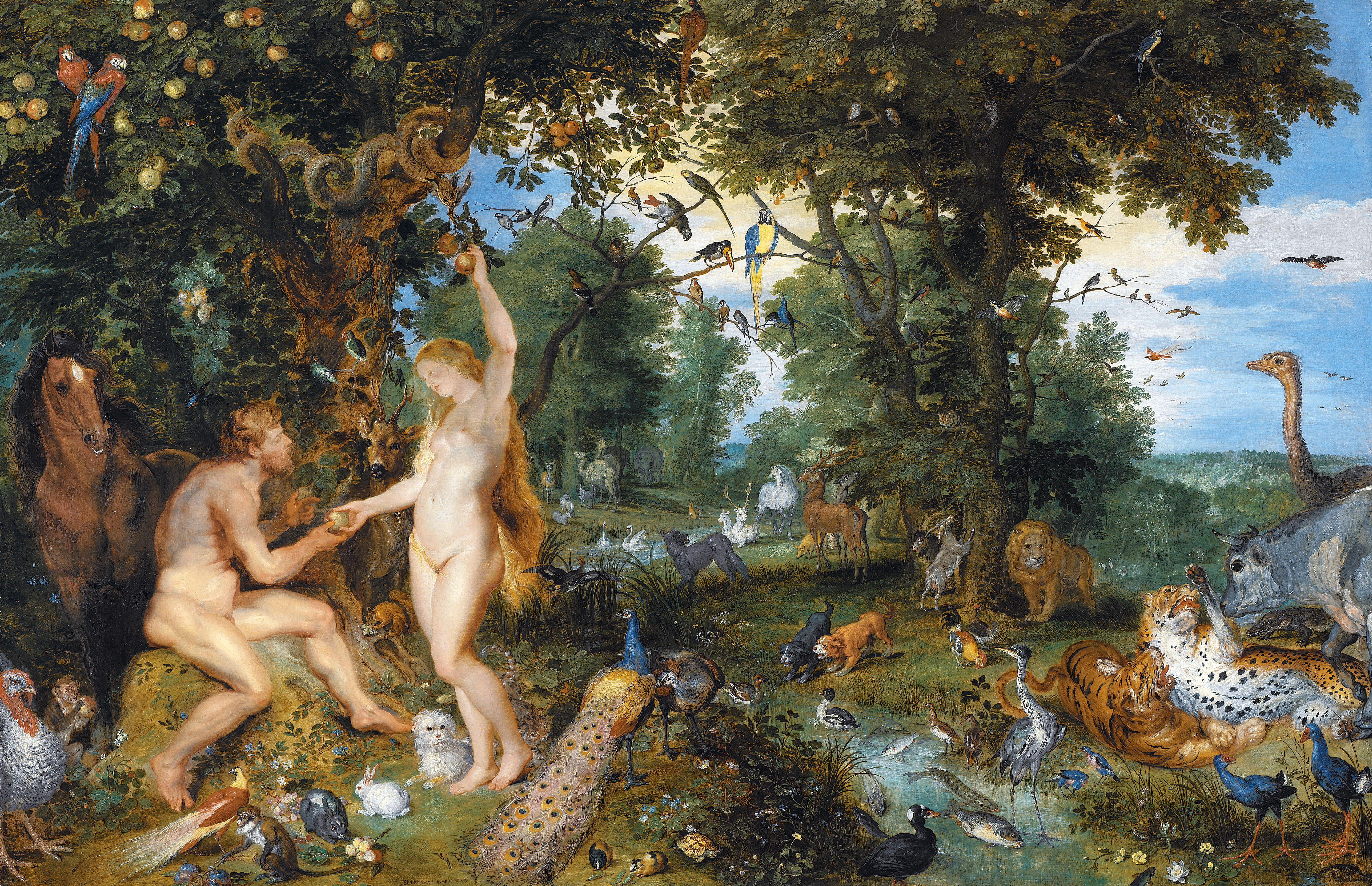
老扬·布鲁盖尔和彼得·保罗·鲁本斯创作的《伊甸园与人类的堕落》 ，约1615，描绘了花园中既有家养的动物，也有外来野生动物，如老虎、鹦鹉和鸵鸟

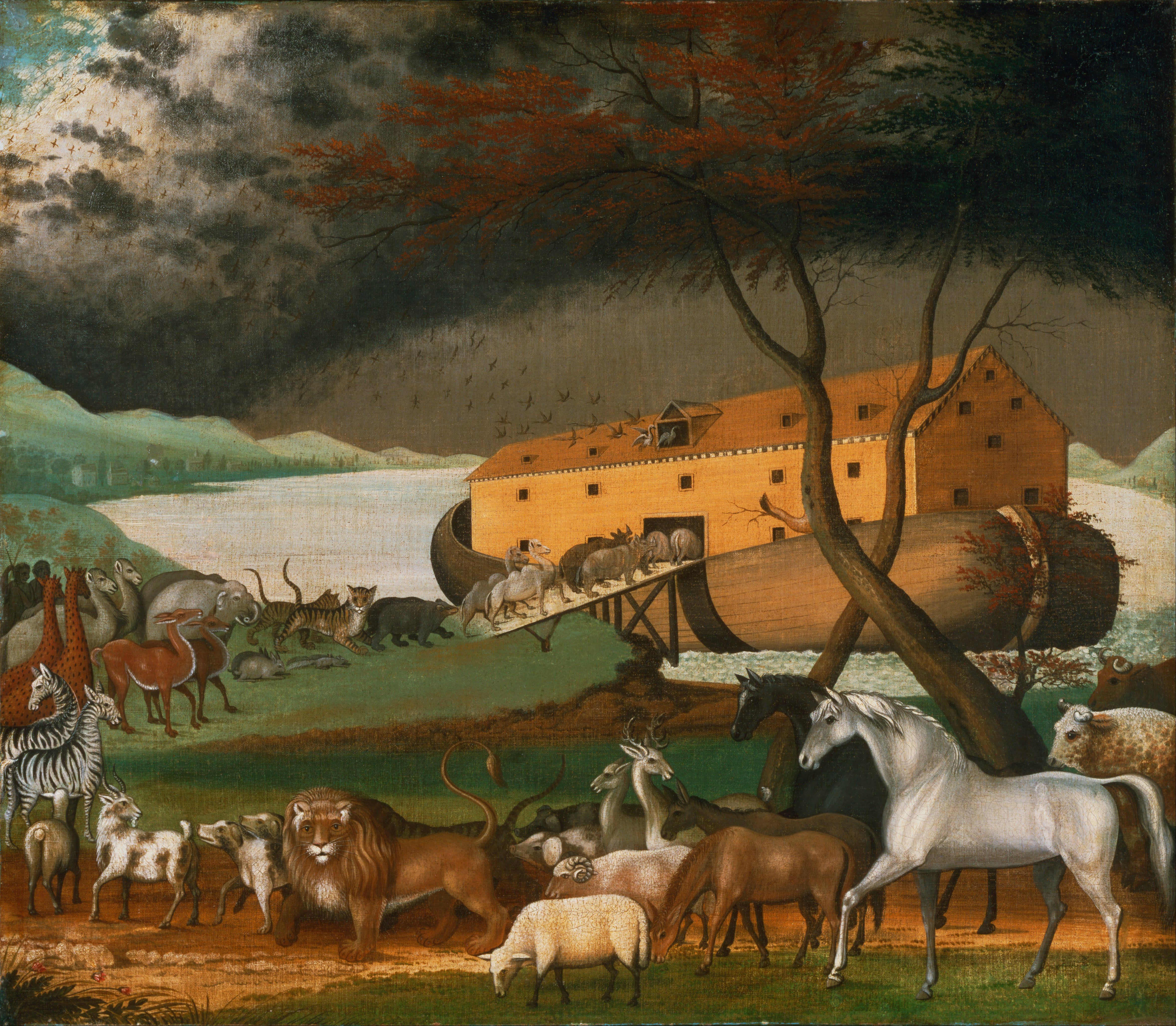
诺亚方舟（1846年），美国民间画家爱德华·希克斯创作。

《创世纪》的创世叙事包含两个不同的故事；前两章大致与这两个故事相对应。 首先， Elohim （希伯来语的上帝）在六天内创造了天地，包括人类，并在第七天休息。在第二个故事中，God，现在被称为“耶和华埃洛希姆”，创造了两个人，亚当和夏娃，作为第一个男人和女人，并将他们安置在伊甸园。
在第二章中，耶和華吩咐說園內所有的果子都可作食物，唯獨知善惡樹上的果子例外。但夏娃受狡猾古蛇的哄誘，希望能如神知道善恶，偷吃了善惡樹所結的果子，也讓亞當食用，以致伊甸园因为这场反叛而受到破坏，二位人類的祖先遂被上帝逐出伊甸園，人必须终身劳苦才得糊口，最后死去而归回尘土。基督徒将此解释为“人类的堕落”而犯下罪孽。夏娃生了两个儿子，该隐和亚伯。该隐是农夫，亚伯是牧羊人；有一天，他们都向上帝献祭，上帝没有接受该隐的祭品，但接受了亚伯的祭品。这导致该隐对亚伯产生了怨恨，最终该隐杀死了亚伯。于是上帝诅咒了该隐。夏娃又生了一个儿子塞特，代替亚伯，正如在创世纪3:15,20所作的应许。  
从该隐和塞特的血脉传承了许多代之后，世界因人类的罪孽和拿非利人而变得腐败，上帝想要消灭人类以惩罚他们的邪恶。然而，诺亚是正直无邪的，所以首先，他指示诺亚建造一艘方舟，并在方舟上放置所有动物的样本，每种洁净的动物有七对，每种不洁净的动物有一对。然后上帝降下一场大洪水，毁灭了世界其他地区。当洪水退去后，上帝承诺他不会再用水毁灭世界，并以彩虹作为他承诺的象征。上帝看到人类合作建造了一座巨大的塔城，即巴别塔，便用多种语言将人类分开，让他们彼此混乱。然后，描述了从闪到亚伯兰的家系。

### 族长时代（第12至50章）

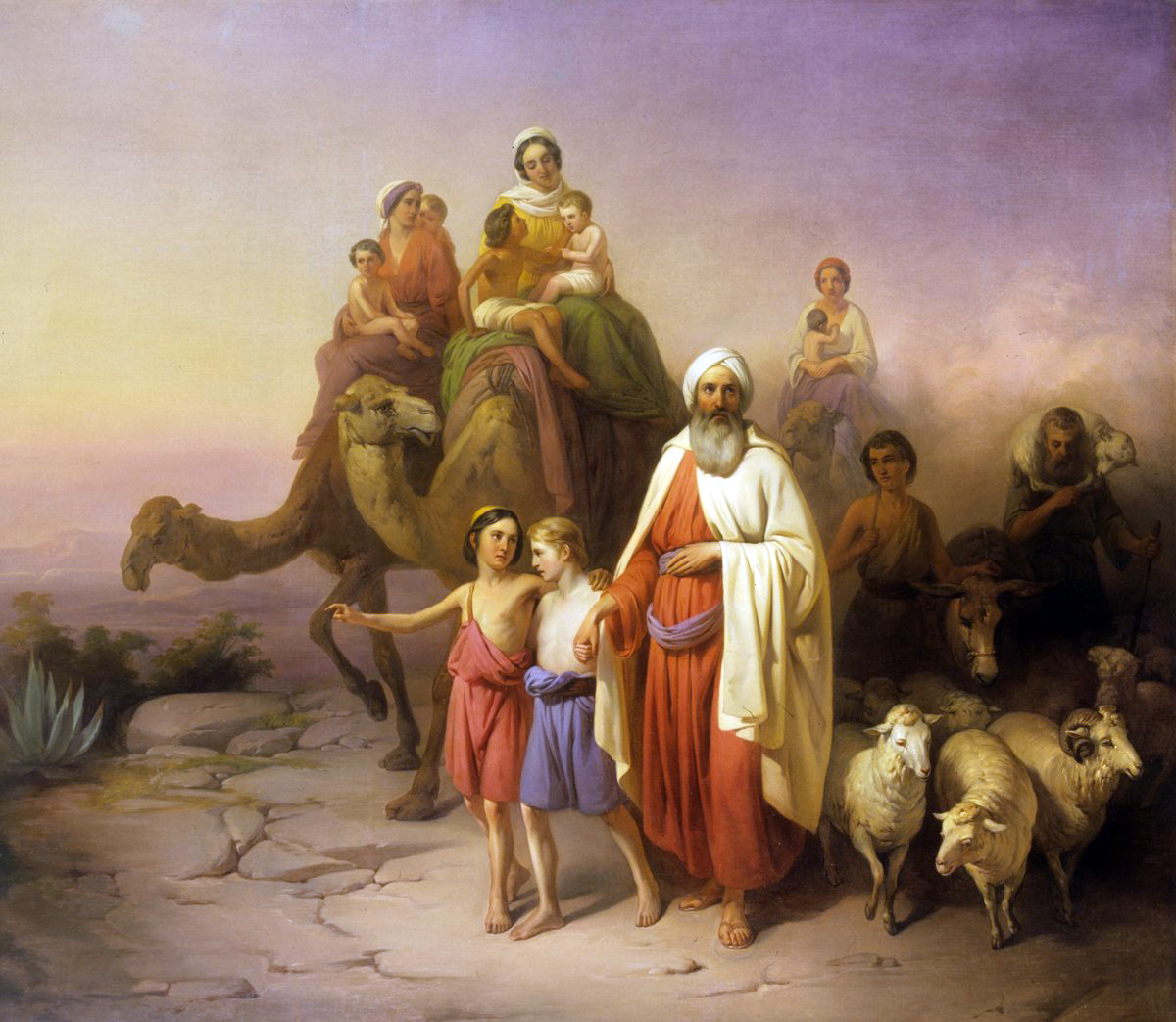
亚伯兰从乌尔到迦南的旅程（约瑟夫·莫纳尔，1850）

亚伯兰是诺亚的后代，他受上帝指示从家乡美索不达米亚前往迦南地。在那里，上帝向亚伯兰许诺，他的后代将像星星一样多，但人民将在异国他乡遭受压迫四百年，之后他们将继承“从埃及河至大河”（即尼罗河到幼发拉底河）的土地。亚伯兰的名字改为“亚伯拉罕”，他的妻子撒莱的名字改为撒拉（意思是“公主”），上帝说所有的男性都应该接受割礼，作为他对亚伯拉罕的承诺的标志。由于年事已高，莎拉让亚伯拉罕娶她的埃及女仆夏甲为第二任妻子（从而生一个孩子）。亚伯拉罕通过夏甲生下了以实玛利。
上帝随后计划毁灭所多玛和蛾摩拉这两座城市，以惩罚那里的人民所犯下的罪孽。亚伯拉罕提出抗议，但未能让上帝同意不摧毁这些城市（上帝向亚伯拉罕讲道，那里甚至找不到十个义人，而这些义人当中就有亚伯拉罕的侄子罗得）。天使拯救了亚伯拉罕的侄子罗得（他当时住在那里）和他的家人，但他的妻子回头看了看这场毁灭（尽管上帝命令不要这样做），并因违背他的诺言而变成了一根盐柱。罗得的女儿们担心她们是逃犯，永远找不到丈夫，于是就让罗得喝醉，以便她们怀上罗得的孩子，并生下了摩押人和亞捫人的祖先。
亚伯拉罕和莎拉前往非利士人的城基拉耳，假装是亲兄妹。基拉尔国王娶撒拉为妻，但上帝警告他要把她归还（因为她实际上是亚伯拉罕的妻子），他服从了。上帝给莎拉送来一个儿子并告诉她应该给他起名叫以撒；通过他可以建立约（承诺）。然后，莎拉把以实玛利和他的母亲夏甲赶到荒野（因为以实玛利不是她的亲生儿子，而夏甲是一名奴隶），但上帝拯救了他们，并承诺让以实玛利成为一个伟大的民族。

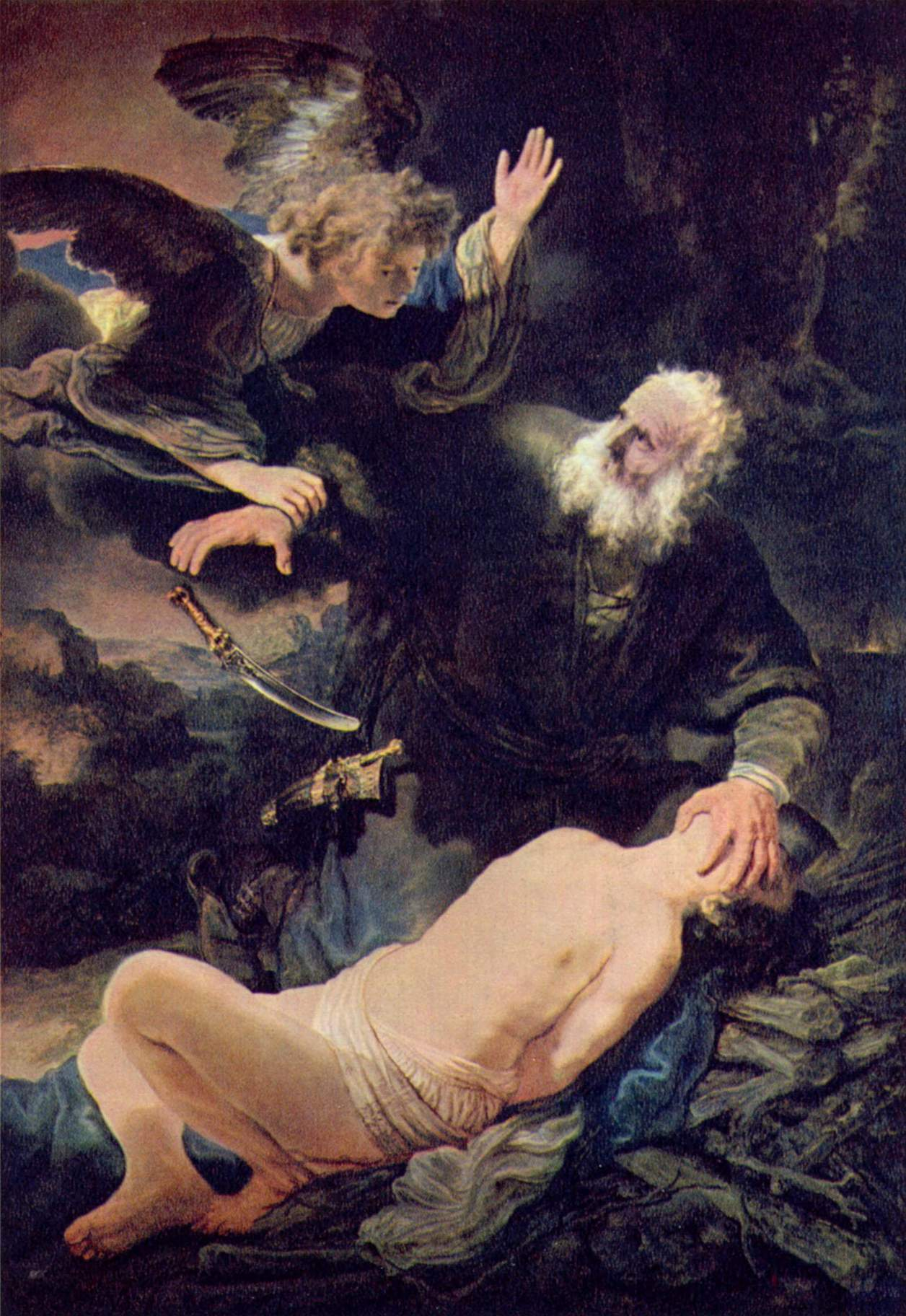
天使阻止献出以撒（伦勃朗，1635 年）

然后，上帝要求亚伯拉罕牺牲以撒来考验他。正当亚伯拉罕准备拿刀刺死他的儿子时，“主的天使”阻止了他，并再次向他许诺将有无数的后代。莎拉死后，亚伯拉罕买下了麦比拉（据信是现代的希伯伦）作为家族墓地，并派仆人去美索不达米亚在他的亲戚中为以撒寻找妻子；在证明了自己值得之后，利百加成为了以撒的未婚妻。亚伯拉罕的另一个妻子基土拉生了更多的孩子，他们的后裔中有米甸人。亚伯拉罕在富足的晚年去世，他的家人将他安葬在希伯仑（麦比拉）。

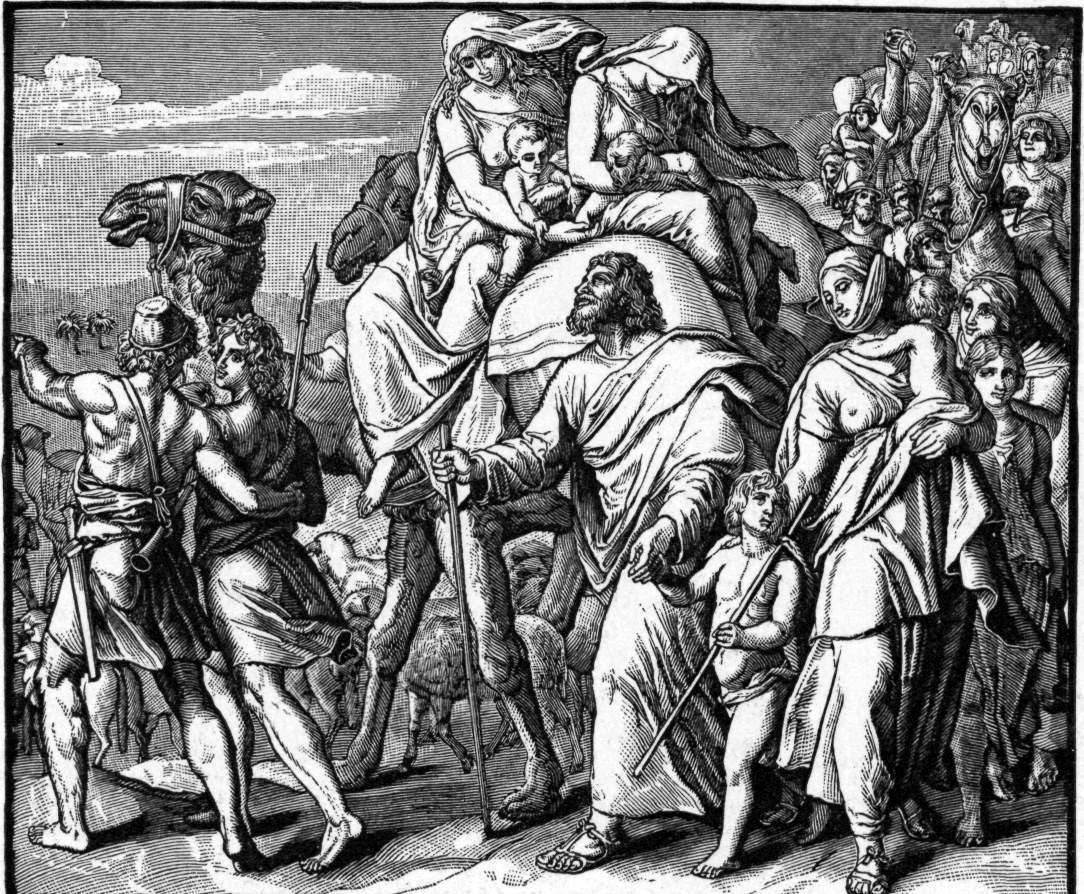
雅各逃离拉班，查尔斯·福斯特，1897 年。

以撒的妻子利百加生下了双胞胎：以扫（意思是“天鹅绒”），以东人的父亲，和雅各（意思是“取代者”或“追随者”）。以扫比雅各大几秒，他比雅各先出生，即将成为继承人，然而他却因为粗心大意，为了一碗红汤把自己的长子权卖给了雅各。他的母亲利百加确保雅各作为长子和继承人理所当然地获得父亲的祝福。 77 岁时，雅各离开父母，后来寻找妻子并在井边遇见了拉结。他去找她的父亲，也就是他的叔叔，在那里他总共工作了 14 年，才挣得了他的妻子拉结和利亚。雅各在与天使搏斗之后，他的名字改为以色列，他的妻子和她们的女仆为他生了十二个儿子，即以色列十二个支派的祖先，还有一个女儿底拿。
根据第 34 章的记载，希未人哈抹的儿子示剑强奸了底拿，并要求他的父亲为他娶底拿为妻。雅各同意了这桩婚事，但要求哈抹部落的所有男性都必须接受割礼，包括哈抹和示剑。此事完成后，所有男子仍很虚弱，雅各的儿子西缅和利未杀死了所有男子。雅各抱怨说他们的行为会遭到其他人的报复，也就是迦南人和比利洗人的报复。雅各和他的部落夺走了所有希未人的妇女、儿童、牲畜和其它财产。 
约瑟是雅各最喜爱的儿子，他的兄弟们非常嫉妒他（尤其是因为雅各给了他特殊的礼物），出于嫉妒，他们把约瑟卖到埃及当奴隶。约瑟夫经历了许多考验，包括被无辜地判入狱，但他始终忠于上帝。几年后，埃及法老请他解释关于即将发生的饥荒的梦，约瑟通过上帝做到了这一点，于是他在那里过上了富裕的生活。感激的法老随后任命他为埃及的第二把手，后来，他与他的父亲和兄弟团聚，但他们没有认出他并恳求他提供食物，因为饥荒也蔓延到了迦南。经过多次操纵，看看他们是否仍然恨他，约瑟表明了自己的身份，原谅了他们的所作所为，并让他们和他们的家人进入埃及，法老把歌珊地分配给他们。雅各在临死前将他的儿子们叫到床边，并透露了他们的未来。约瑟活到老年，临终前告诉他的兄弟们，如果上帝带领他们离开这个国家，那么他们应该带上他的遗骨。

## 主题

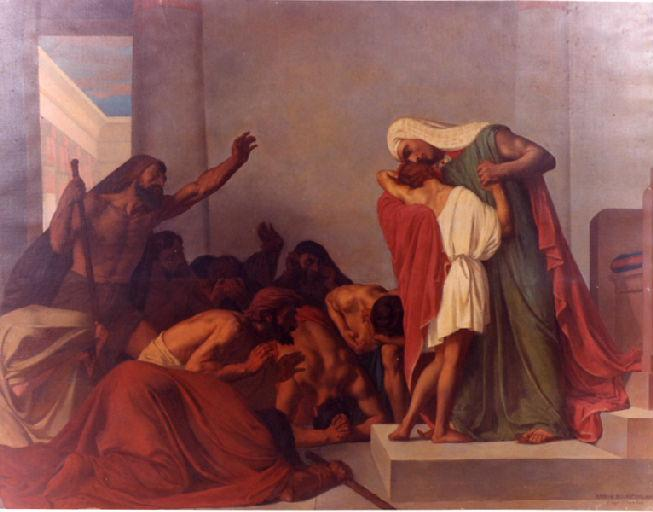
约瑟夫被他的兄弟们认出（莱昂皮埃尔乌尔班布尔乔亚，1863 年）

### 对族长的承诺
1978 年，大卫·克莱恩斯 (David Clines)出版了《摩西五经的主题》（The Theme of the Pentateuch） 。克莱恩斯是被认为具有影响力的第一批探讨摩西五经总体主题问题的作者之一，他的结论是，摩西五经的总体主题是“对族长的承诺或祝福的部分实现，也意味着部分未实现”。 （克莱恩斯称这一应验是“部分的”，是为了让人们注意到，在《申命记》的末尾，以色列人仍然在迦南之外。） 
族长或祖先是亚伯拉罕、以撒、雅各，以及他们的妻子（约瑟通常被排除在外）。 由于耶和华的名字还未向他们启示，所以他们崇拜埃尔（El）的各种表现形式。  （然而，值得注意的是，在耶和华派的资料中，族长们用 YHWH 这个名字来指代神，例如在创世记第 15 章中。）通过族长，上帝宣布了对以色列的选择，也就是说，他选择以色列作为他的特殊子民，并承诺了他们的未来。 上帝告诉族长们，他将履行对他们的后代（即以色列）的承诺，并且希望以色列对上帝和他的承诺有信心。 （《创世记》和希伯来圣经中的“信仰”（Faith）是指对承诺关系的同意，而不是信仰（Belief）的主体。） 
应许本身包括三部分：子孙、祝福和土地。 对每位族长的承诺的实现都取决于是否有一名男性继承人，而这个故事由于每位准母亲——莎拉、利百加和拉结——都不孕这一事实而变得复杂。然而，祖先们仍然信仰上帝，上帝在每个祖先身上都赐予他们一个儿子——就雅各而言，有十二个儿子，他们成为了被选中的以色列人的基础。这三个承诺一代又一代地实现得更加圆满，直到通过约瑟，“全世界”都从饥荒中得到拯救， 而通过把以色列人带到埃及，他成为实现承诺的手段。 

### 上帝的选民
学者们普遍同意，神的承诺这一主题将族长周期（patriarchal cycles）联系在一起，但通过追求单一的总体主题来检验创世记神学的有效性，许多人对这一点提出质疑，相反，他们认为亚伯拉罕周期、雅各周期、约瑟周期以及耶和华来源和祭司来源的分析更有成效。 问题在于找到一种方法，将创世记第1-11 章（远古历史）故事中神圣承诺的族长主题与上帝面对人类邪恶本性而给予宽恕的主题结合起来。  一个解决方案是将族长故事视为上帝决定不再疏远人类的结果： 上帝创造了世界和人类，人类反抗，上帝“选举（elect）”（选择choose）了亚伯拉罕。 
在这个基本情节（来自耶和华文献）上，祭司来源添加了一系列契约，将历史划分为几个阶段，每个阶段都有自己独特的“标志”。第一个约是上帝与一切生物订立的，以彩虹为标志；第二个约是上帝与亚伯拉罕的后裔（以实玛利人和其他人以及以色列人）订立的，其标志是割礼；最后一个约直到《出埃及记》才出现，是上帝与以色列单独订立的，其标志是安息日。每个约中都有一位伟大的领袖作为调解人（诺亚、亚伯拉罕、摩西），而在每个阶段，上帝都逐步以自己的名字启示自己（埃洛希姆（Elohim）与诺亚，伊勒沙代（El Shaddai）与亚伯拉罕，雅威（Yahweh）与摩西）。 

### 欺骗
在《创世纪》中，各种人物都采取欺骗或诡计来生存或繁荣。圣经学者大卫·卡尔 (David M. Carr)指出，这些故事反映了古代以色列人的脆弱性，并且“这些故事可以成为获得希望和抵抗统治的主要方式”。例如： 
- 为了避免被杀，一位族长（12：10-20 和 20：1-18 中的亚伯拉罕和 26：6-11 中的以撒）告诉国王，他的妻子实际上是他的妹妹。
- 在第 25 章中，雅各欺骗以扫，让他以一碗红豆汤来卖掉自己的长子权。
- 在第 27 章中，以撒被利百加欺骗，给予雅各而不是以扫更多的祝福。
- 在第 29 章中，雅各以为他会娶拉结，但却被骗娶了她的妹妹。

## 基督教觀點

### 显明上帝的旨意
部份基督徒認為，創世記是圣经的第一本書，顯明了耶和華的旨意，幫助人了解聖經中其餘各書。創世記的廣泛內容揭示正義的世界如何在伊甸園開始和結束，不敬虔的人類社會如何發展，直至耶和華用洪水消滅了上古的世界，以及現今的邪惡世界如何興起。創世記提出整本聖經的主題：藉着應許的“種子”所統治的王國洗雪耶和華。這本書也解釋人死亡的原因。從創世記3：15節開始，特别在上帝與亞伯拉罕、以撒、雅各交往的記錄中，這本書向人提出在王國種子治下的新世界裏享永生的希望。它告訴人類的正當目標應該是──對耶和華緊守忠誠以洗雪他的聖名。

### 对未来的预言
基督教希臘文聖經提及創世記裏的每件大事和每個顯要人物。除此之外，創世記所載的預言獲得應驗。預言之一是亞伯拉罕的後代會受人苦待“四百年”。它應驗的時間開始於以實瑪利戲弄以撒之時，即公元前1913年，結束於以色列人出埃及的時候，即公元前1513年。（《創世記》第15章第13节参）在創世記裏首次出現的許多原則對於加深了解和加强信心有幫助。古代的預言者、耶穌和他的門徒都常常提及這些原則，並且加以應用。

### 对婚姻的看法
基督徒认为，創世記表明上帝對婚姻所定的旨意和目的，丈夫和妻子之間應該具有怎樣的關係，以及首領權和教導家人的原則。耶穌引用創世記第1章和第2章説：“那起初造人的，是造男造女，並且説：‘因此，人要離開父母，與妻子連合，二人成為一體。’這經你們沒有念過嗎？”

### 摩西律法与族长社会
基督徒认为，創世記中提供了有关于族長社會的資料。他们相信：在族長社會的制度裏，同族的成員住在一起而受家族所管理；從挪亞的時代直到上帝在西奈山頒布律法的日子，上帝的百姓一直生活於這種制度之下；摩西律法裏有很多細節早在族長制度的社會中已被人採用。例如：
- 集體的功勞（《創世記》第18章第32节参）；
- 集體的責任（《創世記》第19章第15节参）；
- 死刑以及血和生命的神聖（《創世記》第9章第4节至第6节参）；
- 上帝憎恨人榮耀自己（《創世記》第11章第4节至第8节参）

### 道德教训
基督徒认为，創世記提供許多美德的教訓，并认为其中所載與上帝同行的人物表現了上述各種堪作模範的品德。例如：
- 雖然面對强暴的仇敵，以諾卻與上帝同行而表現信心和勇氣；
- 挪亞表現正義、清白無過及完全的順服；
- 亞伯拉罕表現信心、毅力、忍耐，負起一家之主的責任以上帝的命令教導兒女，同時表現慷慨和愛心；
- 撒拉對丈夫的首領權表現順從及做事勤懇；
- 雅各性情温和，並對上帝的應許深表關注；
- 約瑟對父親表現順服、道德正直、勇敢忠誠、在監獄裏行為良好、尊敬有權柄的人、謙抑地把榮耀歸於上帝、仁慈地寬恕兄弟。

## 文化影响
在犹太教和基督教中，出现了一种致力于解释和评论《创世纪》创世叙事的文学体裁，称为Hexaemeron。
通过计算《创世纪》族谱中的时间跨度，宗教权威们计算出了他们所认为的世界自创世以来的年龄。这个Anno Mundi纪年系统是希伯来历法和拜占庭历法的基础。计算方法略有不同，但一般认为地球的年龄为六千年左右。
在新教改革期间，天主教徒和新教徒之间的竞争导致了对圣经的更深入的研究，以及对圣经内容的更严肃对待的竞争。因此，16至19世纪欧洲的学者都把《创世记》视为事实。随着古生物学、地质学和其他科学领域的证据被发现，学者们试图将这些发现纳入《创世记》的创世记载中。 例如18世纪的约翰·雅各布·舍赫泽（Johann Jakob Scheuchzer）认为化石是洪水期间死亡的生物的遗骸。在维多利亚时代的信仰危机期间，随着越来越多的证据表明地球的历史远远超过六千年，这种对《创世纪》的字面理解不再受到学者们的青睐。

## 犹太教的《妥拉读经篇》
犹太宗教社区有一个习俗，即在周六、周一和周四的犹太祈祷仪式上朗读每周的《妥拉读经篇》（parashah）。
妥拉读经篇是犹太教在特定一周的礼拜仪式中使用的《托拉》 （摩西五经）的一部分。有 54 个每周的parshas（希伯来语为parashiyot），一个犹太年会读完一轮。

## 批评与争议

### 地球形成科学观点
若单凭字面解释创世記，其记载与现代科学没有相容性。科学界普遍认为人类是从低等生物进化而来的，地球的年龄已经有约46亿年了。但年轻地球创造论者、基要派等却相信地球形成年代距今只有6000至10000年前，这与放射测年的结果有很大的差别。英國基督教弟兄會的解經家喬治·彭伯推論創世記一章，第一節與第二節之間为“间隙期”，这段时间有多长，圣经没有记载。

### 社会历史学者的观点
一些历史家、考古学家、社会科学学者通过研究，认为圣经创世記的故事是犹太人借自美索不达米亚平原特别是巴比伦人的创世神话，尤其和《埃努玛·埃里什》神话最为近似；圣经创世纪神话中洪水的传说来源于苏美尔人、巴比伦人的洪水传说，和最早记载的苏美尔人有关朱苏德拉的洪水传说最为接近。 。

### 伦理学批评
创世纪记载了很多关于古代以色列民族伦理观念和道德伦理故事， 但其中许多伦理观念和道德伦理和现代社会已经不相容。 比如，其中的大量血腥暴力、屠城、乱伦、色情等的情节。其中包括女儿迷奸父亲（创世纪19:31-36）、父亲把女儿建议给别人强奸（创世纪19:5-8）、耶和华将硫磺与火降下毁灭所多玛和蛾摩拉城里所有的居民（创世纪19）以及个人的错误以屠城来报复等（创世纪34）。    

## 笔记
1. ↑  妥拉读经篇把这本书分为十二个文本。
2. ↑  谈到摩西五经的不合一, Baden (2019，第14頁) 写道：“创世记 1 章和 2 的两个创世故事提供了开场白。不可能将它们作为一个单一的统一叙述来阅读，因为它们几乎在每一个点上都存在分歧，从创造前世界的性质到创造的顺序，再到创造所花费的时间长度。”
3. ↑  巴比伦的《埃努玛·埃里什》创世神话：世界之初是一片混沌，没有天地，只有一对男女存在。男的叫阿普苏，女的叫提亚马特，他们产生了万物，但把世界搞得一片混乱。这时，马尔都克神出现了。他威武勇敢，力大无穷，将一颗能变成风暴的药丸投入提亚马特口中，使她的肚子立即膨胀起来，马尔都克一枪投去，将提亚马特杀死。于是，马尔都克将提亚马特庞大的尸体一分为二，一半为天，一半为地。之后，他设置了日月星辰，为众神建立了居所。为了侍奉神灵，他把自己的血混着泥土塑造成人。在神话中，提亚马特又被称为混沌，因此，马尔都克便成了征服混沌和开创天地的英雄。” 参见：《失落的文明--巴比伦》 作者：陈晓红 毛锐 华东师范大学出版社
4. ↑  苏美尔人的洪水传说：众神造了人类，做了动物，让他们繁殖。众神因某原因要毁灭人类，最后决定用洪水。其中一个神把这事用计告诉国王朱苏德拉（Ziusudra），洪水发生时朱苏德拉在船上，船上有很多动物，洪水过后朱苏德拉在大船上钻开一个洞，后来动物都回到地上，朱苏德拉也把牛和无数的羊献为燔祭。

## 进一步阅读

### 评论
- Blenkinsopp, Joseph. . Continuum International Publishing Group. 2011. ISBN 978-0-567-37287-1.
- Brueggemann, Walter. . Interpretation: A Bible Commentary for Teaching and Preaching. Atlanta: John Knox Press. 1986. ISBN 0-8042-3101-X.
- Cotter, David W. . Liturgical Press. 2003. ISBN 978-0-8146-5040-0.
- De La Torre, Miguel. . Belief: A Theological Commentary on the Bible. Westminster John Knox Press. 2011.
- Fretheim, Terence E. "The Book of Genesis." In The New Interpreter's Bible. Edited by Leander E. Keck, vol. 1, pp. 319–674. Nashville: Abingdon Press, 1994. ISBN 0-687-27814-7.
- Hamilton, Victor P. . Eerdmans. 1995. ISBN 978-0-8028-2309-0.
- Hirsch, Samson Raphael. The Pentateuch: Genesis. Translated by Isaac Levy. Judaica Press, 2nd edition 1999. ISBN 0-910818-12-6. Originally published as Der Pentateuch uebersetzt und erklaert Frankfurt, 1867–1878.
- Kass, Leon R. The Beginning of Wisdom: Reading Genesis. New York: Free Press, 2003. ISBN 0-7432-4299-8.
- Kessler, Martin; Deurloo, Karel Adriaan. . Paulist Press. 2004. ISBN 978-0-8091-4205-7.
- Plaut, Gunther. The Torah: A Modern Commentary (1981), ISBN 0-8074-0055-6
- Rogerson, John William. . T&T Clark. 1991. ISBN 978-0-567-08338-8.
- Sacks, Robert D. . Edwin Mellen. 1990.
- Sarna, Nahum M. The JPS Torah Commentary: Genesis: The Traditional Hebrew Text with the New JPS Translation. Philadelphia: Jewish Publication Society, 1989. ISBN 0-8276-0326-6.
- Speiser, E.A. Genesis: Introduction, Translation, and Notes. New York: Anchor Bible, 1964. ISBN 0-385-00854-6.
- Towner, Wayne Sibley. . Westminster John Knox Press. 2001. ISBN 978-0-664-25256-4.
- Turner, Laurence. . Sheffield Phoenix Press. 2009. ISBN 978-1-906055-65-3.
- Von Rad, Gerhard. . Westminster John Knox Press. 1972. ISBN 978-0-664-22745-6.

### 综合
- Blenkinsopp, Joseph. . Eerdmans. 2004. ISBN 978-0-8028-2679-4.
- Campbell, Antony F; O'Brien, Mark A. . Fortress Press. 1993. ISBN 978-1-4514-1367-0.
- Carr, David M. . Westminster John Knox Press. 1996. ISBN 978-0-664-22071-6.
- Hendel, Ronald. . Princeton University Press. 2012. ISBN 978-0-691-14012-4.
- Levin, Christoph L. . Princeton University Press. 2005. ISBN 978-0-691-11394-4.
- McEntire, Mark. . Mercer University Press. 2008. ISBN 978-0-88146-101-5.
- Newman, Murray L.  (PDF). Forward Movement Publications, Cincinnati, OH. 1999  [2016-03-19]. （原始内容 (PDF)存档于2013-05-20）.
- Van Seters, John. . Westminster John Knox Press. 1992. ISBN 978-0-664-22179-9.

### 阅读圣经
- （页面存档备份，存于） （繁體中文）
- （页面存档备份，存于） （简体中文）
- （页面存档备份，存于）